# Turanogryllus
Turanogryllus är ett släkte av insekter. Turanogryllus ingår i familjen syrsor.

## Dottertaxa tillTuranogryllus, i alfabetisk ordning[1]
- Turanogryllus aelleni
- Turanogryllus aurangabadensis
- Turanogryllus babaulti
- Turanogryllus cephalomaculatus
- Turanogryllus charandasi
- Turanogryllus dehradunensis
- Turanogryllus eous
- Turanogryllus fascifrons
- Turanogryllus flavolateralis
- Turanogryllus ghoshi
- Turanogryllus globosiceps
- Turanogryllus gratus
- Turanogryllus histrio
- Turanogryllus indicus
- Turanogryllus jammuensis
- Turanogryllus kitale
- Turanogryllus lateralis
- Turanogryllus levigatus
- Turanogryllus lindbergi
- Turanogryllus machadoi
- Turanogryllus maculithorax
- Turanogryllus mau
- Turanogryllus melasinotus
- Turanogryllus microlyra
- Turanogryllus mitrai
- Turanogryllus niloticus
- Turanogryllus nimba
- Turanogryllus pakistanus
- Turanogryllus rufoniger
- Turanogryllus scorteccii
- Turanogryllus sexlineatus
- Turanogryllus sombo
- Turanogryllus stolyarovi
- Turanogryllus tarbinskii
- Turanogryllus wahrmani
- Turanogryllus vicinus
- Turanogryllus virgulatus